# Hongzhi Zhengjue
Hongzhi Zhengjue (chiń. 宏智正覺, pinyin Hóngzhì Zhèngjué; kor. 굉지정각 Kwengji Chŏnggak; jap. Wanshi\Kōji Shōgaku; wiet. Hoằng Trí Chính Giác; ur. 1091, zm. 1157) – chiński mistrz chan ze szkoły caodong. Znany także jako Tiantong Zhengjue (天童正覺).

## Życiorys
Urodził się w Xizhou w dzisiejszej prowincji Shanxi w rodzinie Li. Pochodził z rodziny intelektualistów od dawna związanej z chanem. Jego ojciec Congdao i dziadek praktykowali u mistrza chan Huilina Dexuna (zm. 1107 lub 1110), ucznia Huanglonga Huinana, założyciela odłamu szkoły linji – huanglong. Był bardzo zdolny i jeszcze zanim osiągnął wiek 7 lat, zapamiętał tysiące znaków pisma chińskiego.
Mistrz ów rozpoznał wielkie zdolności Zhengjuego i zachęcił jego ojca do oddania chłopca do klasztoru. Ojciec oddał go do klasztoru Jingming, gdy syn miał 11 lat. Ordynację mnisią przyjął od mistrza Zhiqionga w wieku 14 lat w klasztorze Ziyun (Chmura Współczucia). W wieku 18 lat wyruszył w wędrówkę jako yunshui (dosłownie „obłoki i woda”; nowicjusz), po złożeniu przysięgi, że nie powróci, dopóki nie rozwiąże wielkiej sprawy życia i śmierci. Jego pierwszym nauczycielem był słynny uczeń Furonga Daokaia – Kumu Facheng (1071–1128). Klasztor mistrza znajdował się w Ruzheng w prow. Henan. Pod jego kierunkiem Zhengjue osiągnął pierwsze przebudzenie, ale mistrz kazał mu poszukać innego nauczyciela, co pomoże mu w pełnym zrozumieniu. Zhengjue na swojego nowego nauczyciela wybrał Danxię Zichuna (1064–1117).
Pewnego razu w 1113 r. mistrz spytał go Co mi powiesz o twoim ja przed pustą kalpą?.
Zhengjue odparł Ropucha w stawie połyka księżyc; o północy nie polegamy na kurtynie zasłaniającej jasność nocy.
Mistrz powiedział Wciąż nie jesteś tam, powiedz coś więcej.
Gdy Zhengjue chciał coś powiedzieć, mistrz uderzył go kijem i rzekł  Czy wciąż mówisz, że nie polegasz [na rzeczach]?
W tym momencie Zhengjue osiągnął oświecenie i pokłonił się.
Mistrz powiedział Dlaczego nie powiesz czegoś?
Zhengjue powiedział Dziś straciłem moje pieniądze i zostałem ukarany.
Danxia powiedział Nie mam już czasu uderzać ciebie. Wyjdź.
Zhengjue miał wtedy 23 lata. Piastował następnie kilka klasztornych stanowisk towarzysząc mistrzowi Danxii. Gdy mistrz został opatem w klasztorze na górze Dahong, udał się tam także. Gdy w 1117 r. mistrz Danxia zmarł, opatem w tym klasztorze został Dahong Shanzhi, uczeń mistrza chan Dahonga Bao’ena (1058–1111) i Zhengjue także mu służył. Gdy w 1121 r. opatem został jego brat w Dharmie Huizhao Qingyu (1078–1140) także pracował dla niego.
W tym czasie miał już także swoich uczniów, którzy spodziewali się, że będzie on wielkim mistrzem chan. W ciągu najbliższych 4 lat służył u mistrza Chanti Weizhao w klasztorze Yuantong na górze Lu, a później u Zhenxie Qingliao (1088–1151) na górze Changlu.
W 1124 r. został po raz pierwszy wyznaczony na opata klasztoru Puzhao w Sizhou w dzisiejszej prow. Anhui. W tym okresie mistrz napisał pierwszy zbiór 100 dawnych Koanów z jego wierszowanymi komentarzami.
W tym czasie na skutek rozporządzenia antybuddyjskiego cesarza Huizonga, który zabierał połowę buddyjskiego klasztoru i osadzał w nim taoistów, klasztor Puzhao był w połowie taoistyczny. Gdy w 1126 r. cesarz udał się na inspekcję po południowej części Chin, Zhengjue poprowadził jego mnisią społeczność na przywitanie cesarza. Cesarz był pod takim wrażeniem mistrza i jego mnichów, że nakazał zwrócić resztę klasztoru buddystom.
W 1127 r. Zhengjue został opatem w klasztorze Taiping Xingguo w Shuzhou w południowej części prow. Anhui, przy rzece Jangcy. 10 miesiąca tego samego roku został opatem klasztoru Yuantong na górze Lu. Tutaj poznał uczonych-urzędników Fenga Wenshu i Fana Zongyina (1098–1136), którzy później napisali wstępy do zbioru mów i nauk mistrza.
Następnie był krótko opatem w klasztorze Nengren (w 1128 r.). Po kilku miesiącach jednak, z niewiadomych powodów, opuścił ten klasztor i udał się na górę Yunju, gdzie opatem był słynny mistrz chan szkoły linii Yuanwu Keqin (1063–1135). Wezwał on mistrza do zostania opatem w klasztorze w Changlu, gdzie przedtem był już głównym mnichem. Na podjęcie przez niego decyzji o opuszczeniu Changlu w następnym roku wpływ miało także wkroczenie na południe armii Jin. Opuścił więc ten klasztor i jesienią 1129 r. przybył do Mingzhou (obecnie Ningbo w prow. Zhejiang). Zatrzymał się na noc w klasztorze Jingde na górze Tiantong, a kiedy okazało się, że klasztor nie ma opata, przyjął to stanowisko. Klasztor był mały i podupadły. Pod kierownictwem mistrza rozbudował się i studiowało w nim 1200 mnichów.
Zhengjue pozostał a tym klasztorze przez resztę swojego życia, czyli przez prawie 30 lat, z jedną małą kilkumiesięczną przerwą, gdy był krótko w 1138 r. opatem klasztoru Lingying w stolicy Lin’anie (dzisiejszy Hangzhou). Było to dość niezwykłe, aby mistrz chan tak długo przebywał w jednym klasztorze.
9 miesiąca 1157 r. Hongzhi odwiedził znajome osoby w rejonie klasztoru i pożegnał się z nimi. 7 dnia 10 miesiąca powrócił do klasztoru. Wczesnym rankiem następnego dnia wykąpał się i zmienił szaty. Usiadł w pozycji medytacyjnej i pożegnał się z mnichami. Poprosił służącego o pędzelek i napisał list do swojego przyjaciela mistrza chan Dahui Zonggao ze szkoły linji, w którym prosił go o zajęcie się jego sprawami po śmierci. Następnie napisał wiersz:
| Puste kwiaty złudnego snu, Sześćdziesiąt siedem lat, Biały ptak znika we mgle, Jesienne wody dotykają nieba. |

Odłożył pędzel i zmarł. Stało się to 31 października 1157 r.
Jego ciało, które nie uległo żadnym zmianom, umieszczono po 7 dniach w stupie nazwanej Boskie Światło. Otrzymał pośmiertne imię Bezkresna Mądrość (chiń. Hongzhi).

## Zhengjue iDahui Zonggao
Obaj mistrzowie dowiedzieli się o sobie jeszcze na początku ich karier. Od 1124 r. Zhengjue obejmował kilkakrotnie stanowisko opatów w różnych klasztorach i Dahui wtedy się o nim dowiedział. Dahui był już szeroko znany nawet zanim osiągnął oświecenie pod kierunkiem Yuanwu Keqina w 1125 r. Latem 1128 r. Zhengjue odwiedził mistrza Keqina na górze Yunju i z jego rekomendacji został opatem na górze Changlu 9 miesiąca tego samego roku. Dahui powrócił do Keqina 10 miesiąca tego roku.
Pod koniec 1129 r. Zhengjue został opatem klasztoru na górze Tiantong. W 1137 r. Dahui został opatem klasztoru na górze Jing. Oba klasztory były klasztorami prestiżowymi. Wydaje się to raczej dziwne, że nie ma żadnych śladów, że się mogli w tym czasie spotkać. Oficjalnie wiadomo, że spotkali się w 1157 r., roku śmierci Zhengjuego.
Być może przyczyną, że spotkali się tak późno, był słynny atak mistrza szkoły linji i zwolennika metody praktyki kanhua, którym był Dahui, na praktykę szkoły caodong zwaną „cichą iluminacją” – mozhao chan, której przedstawicielem, po śmierci Zhenxiego Qingliao w 1151 r. był Zhengjue. Początkowo Dahui atakował właśnie Qingliao, a potem coraz częściej – Zhengjuego.
Jednak, jak wynika z jego zapisanych mów, nie atakował od Zhengjuego personalnie. W mowie wygłoszonej w klasztorze Ayuwang (i w innych także) wyraźnie stwierdza, że Zhengjue jest „mistrzem pierwszej klasy” lub „najwyższym mistrzem”.
Przed śmiercią Zhengjue poprosił właśnie mistrza Dahui o zajęcie się jego pogrzebem. Także Dahui napisał jego inskrypcję pośmiertną, w której szczerze wychwalał mistrza.

## Prace literackie
- „Mozhao ming” – poemat ujawniający istotę praktyki „cichej iluminacji” szkół caodong. Prawdopodobnie w nim po raz pierwszy mistrz użył terminu „cicha iluminacja”. Być może termin ten był używany przez wcześniejszych mistrzów caodong, ale pojawił się od dopiero w pismach Zhengjuego[2].
- Hongzhi lu – zebrane mowy i nauki mistrza (6 „tomów”)
- Hongzhi guanglu
- Congrong lu – Zhengjue napisał wierszowane komentarze (chiń. songgu) do 100 Koanów
- Sengtang ji (Zapiski z hali mnichów) (1132)

## Linia przekazu Dharmy zen
Pierwsza liczba oznacza liczbę pokoleń od Pierwszego Patriarchy chan w Indiach Mahakaśjapy.
Druga liczba oznacza liczbę pokoleń od Pierwszego Patriarchy chan w Chinach Bodhidharmy.
Trzecia liczba oznacza początek nowej linii przekazu w innym kraju.
- 34/7. Qingyuan Xingsi (660–740)
  - 35/8. Shitou Xiqian (700–790) autor poematu Cantong qi
    - 36/9. Yaoshan Weiyan (751–834) (także Yueshan)
      - 37/10. Yunyan Tansheng (770–841)
        - 38/11. Dongshan Liangjie (807–869) Szkoła caodong
          - 39/12. Yunju Daoying (zm. 902)
            - 40/13/1. Sŏngak Hyŏngmi (864–917) Korea
            - 40/13/1. Chinch'ŏl Iŏm (869–936) Korea. Szkoła sumi san
            - 40/13. Tong’an Daoying (Daopi) (bd)
              - 41/14. Tong’an Guanzhi (bd)
                - 42/15. Liangshan Yuanguan (bd)
                  - 43/16. Dayang Jingxuan* (943–1027) (*także Jingyan)
                    - 44/17[a]. Fushan Fayuan[3] (991–1067) (także Yunjian)
                      - 45/18. Touzi Yiqing (1032–1083)
                        - 46/19. Furong Daokai (1043–1118)
                          - 47/20. Lumen Fadeng (1075–1127)
                          - 47/20. Kumu Facheng (1071–1128)
                          - 47/20. Danxia Zichun (1064–1119)
                            - 48/21. Hongzhi Zhengjue (1091–1157) (także jako Tiantong), autor Congrong lu
                              - 49/22. Jingyin Kumu (bd)
                              - 49/22. Liaotang Siche (bd)
                              - 49/22. Sizong (1085–1153)
                              - 49/22. Zhide Huihui (1097–1183) opat Jingci si w Hangzhou w Zhejiang
                                - 50/23. Mingji Huizuo (ok. 1150-pocz. XIII wieku) opat Huacang si w Changzhou w Jiangsu
                                  - 51/24. Donggu Miaoguang (zm. 1253) opat Wanshou si w Suzhou
                                    - 52/25. Zhiweng Deju (bd) opat Tiantong si w Ningbo w Zhejiang
                                      - 53/26/1. Dongming Huiji (1272–1340) udał się do Japonii w 1309 roku, założył linię przekazu zwaną Wanshi-ha (Wanshi=Hongzhi)
                                        - 54/27/2. Dongling Yongyu (zm. 1365) kontynuacja linii Wanshi-ha

                            - 48/21. Huizhao Qingyu (1078–1140)
                            - 48/21. Zhenxie Qingliao (Changlu Qingliao) (1088–1151)
                              - 49/22. Tiantong Zongjue (1091–1162)
                                - 50/23. Xuedou Zhijian (1105–1192)
                                  - 51/24. Tiantong Rujing (1163–1228)
                                    - 52/25/1. Dōgen Kigen (1200–1253) Japonia. Szkoła sōtō